# NGC 7065
NGC 7065 (również PGC 66766) – galaktyka spiralna z poprzeczką (SBab), znajdująca się w gwiazdozbiorze Wodnika. Odkrył ją Albert Marth 3 sierpnia 1864 roku.